# T-26

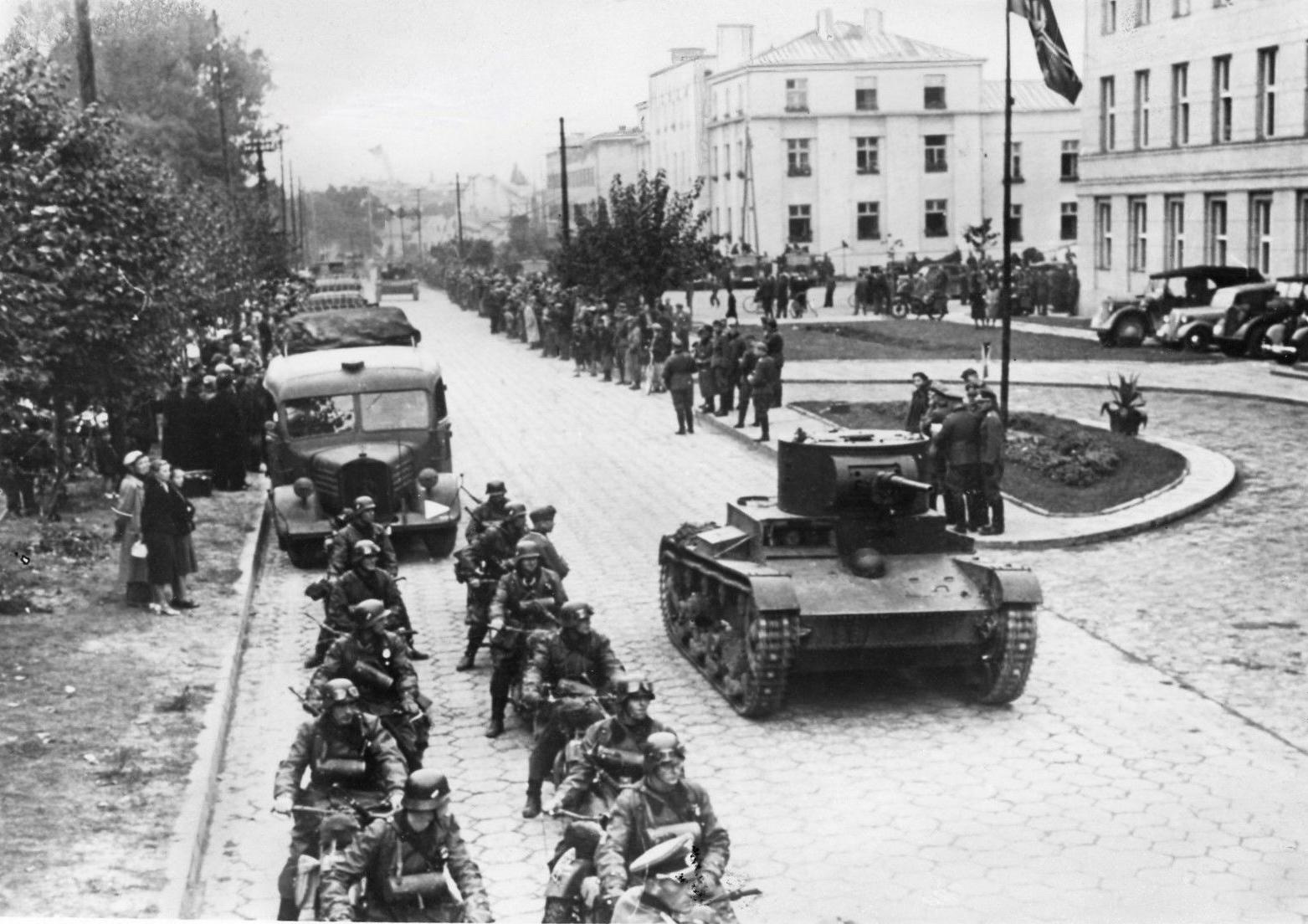
T-26 w czasie niemiecko-radzieckiej defilady zorganizowanej 22 września 1939 w Twierdzy Brzeskiej

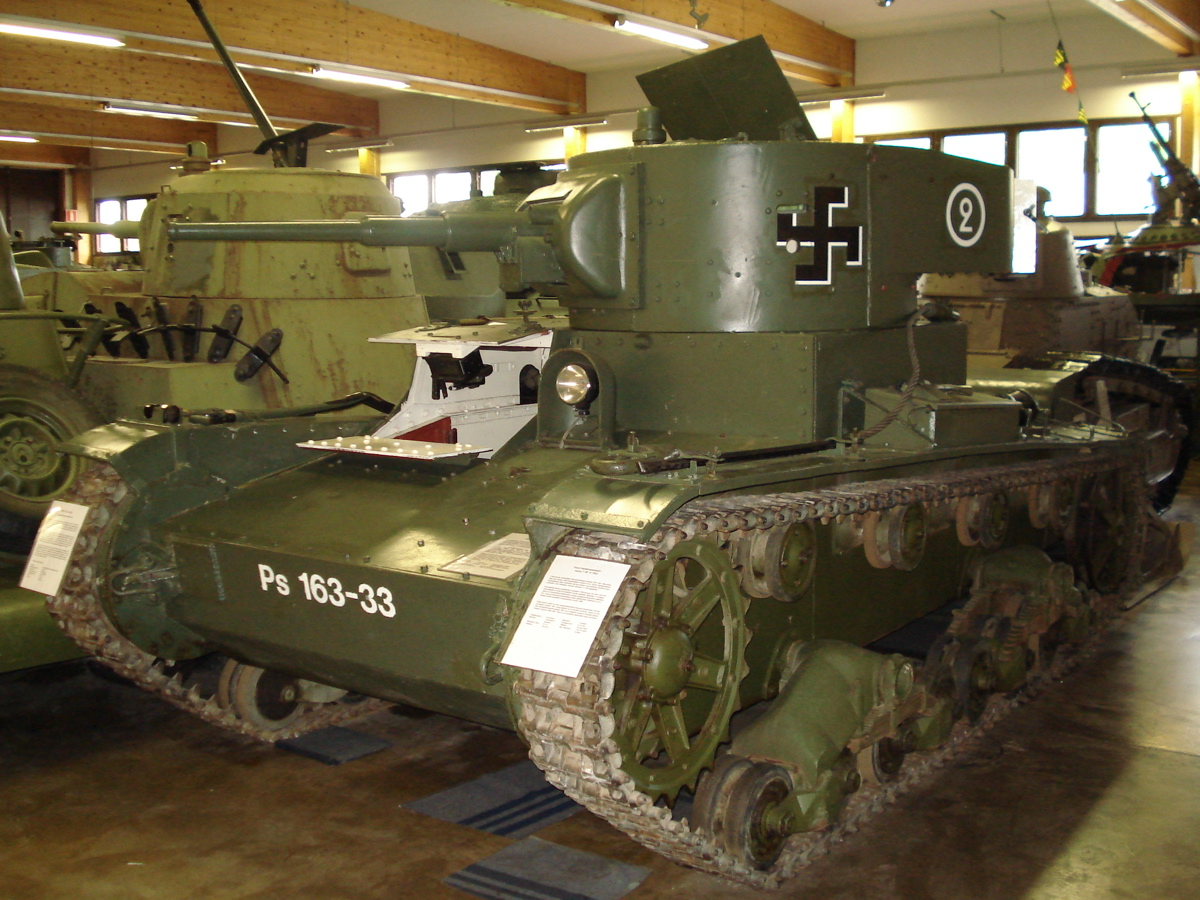
T-26 model 1933 w służbie armii fińskiej

T-26 – czołg lekki, będący najbardziej udaną modyfikacją brytyjskiego czołgu Vickers E. W latach 1931–1940 wyprodukowano w ZSRR ponad 11 000 egzemplarzy, które używane były w wielu konfliktach światowych włącznie z II wojną światową. T-26 był najczęściej produkowanym czołgiem w okresie międzywojennym i uczestniczył z powodzeniem w hiszpańskiej wojnie domowej, walkach radziecko-japońskich, agresji ZSRR na Polskę i wojnie zimowej. Był podstawowym czołgiem Armii Czerwonej sprawnie produkowanym przez przemysł radziecki. Oprócz taniości produkcji znacznie poprawiono jego jakość w stosunku do pierwowzoru.

## Użycie bojowe
Czołgi T-26 po raz pierwszy zostały użyte przeciwko wojskom japońskim podczas incydentów granicznych w Mandżurii w 1934 i 1935, oraz na dużą skalę w 1938 i 1939 roku w walkach nad jeziorem Chasan i rzeką Chałchin-Goł, gdzie razem z czołgami BT-5 i BT-7 przyczyniły się do zwycięstwa Armii Czerwonej w starciu z armią japońską.
Podczas wojny domowej w Hiszpanii republikanie otrzymali 347 z 362 wysłanych czołgów, wśród których najliczniej reprezentowane były T-26 model 1933, które, jak się okazało, górowały nad niemieckimi czołgami typu PzKpfw I  oraz nad włoskimi tankietkami CV 33. Po stronie republikańskiej walczyło 281 czołgów T-26, które w latach 1936–1939 Związek Radziecki dostarczył do Hiszpanii. Były one jednak podatne na ogień dział przeciwpancernych nacjonalistów. Po wojnie domowej zdobyte przez nacjonalistów T-26 były eksploatowane aż do lat 50. Około 88 tych czołgów trafiło do chińskich oddziałów Czang Kaj-szeka. Zostały dostarczone przez ZSRR na przełomie lat 1938/1939. Weszły one w skład 200 Dywizji Piechoty – ówcześnie jedynej zmotoryzowanej jednostki chińskiej.
17 września 1939 roku Armia Czerwona zaatakowała Polskę posiadając 1675 czołgów tego typu (w składzie Frontu Białoruskiego – 878 i Ukraińskiego – 797). Podczas kampanii wrześniowej w bitwie pod Szackiem Armia Czerwona straciła 8–9 czołgów i 5 ciągników artyleryjskich T-20 Komsomolec. Wojska Samodzielnej Grupy Operacyjnej Polesie, pod miejscowością Jabłoń, zniszczyły 4 wozy, a 1 zdobyły. W toku działań w Polsce, Armia Czerwona utraciła bezpowrotnie w walkach tylko 15 czołgów T-26. Jednak aż 302 utknęły z powodu różnych awarii i uszkodzeń.
W latach 1939–1940 czołgi T-26 zostały użyte w wojnie zimowej. Po jej zakończeniu Finlandia posiadała 34 sprawne, zdobyczne pojazdy. Ocalałe egzemplarze z posiadanych wcześniej Vickersów, przezbrojono w sowieckie działa kal. 45 mm. Otrzymały one oznaczenie T-26E. Wszystkie te wozy wcielono do Dywizji Lagus – pierwszej fińskiej dywizji pancernej. Zostały one użyte w wojnie kontynuacyjnej. Służyły w pierwszej linii do końca 1944 roku. Ocalałe pojazdy używane były do szkolenia jeszcze w latach 60 XX wieku.
W czasie niemieckiej agresji na ZSRR w 1941 czołgi T-26 oraz BT stanowiły około 75% wojsk pancernych Armii Czerwonej.
Wielka liczba maszyn T-26 została porzucona, lub zniszczona w walce do końca 1941. Od 1942 roku używane były już tylko w niewielkich ilościach, na pomocniczych kierunkach działań. Były stopniowo wymieniane na nowocześniejsze typy czołgów. Ostatnie ich użycie bojowe nastąpiło w sierpniu 1945 r. w trakcie walk z japońską Armią Kwantuńską w Mandżurii.

## Wersje produkcyjne
Opóźnienia związane z budową pojazdów pancernych Związek Radziecki starał się zniwelować przez ich zakup oraz przez zakup licencji. Konstrukcja czołgu T-26 była oparta na licencji brytyjskiego czołgu Vickers E.
W latach 1931–1941 zbudowano ponad sześćdziesiąt wersji czołgu T-26 oraz pojazdów na jego bazie, jednak stosunkowo niewiele z nich produkowanych było seryjnie. Wymienić można z nich:
- T-26 model 1931 – wariant dwuwieżowy. Pancerz nitowany.
- T-26 model 1932 – wariant dwuwieżowy ze zmodyfikowanym kadłubem i zbiornikami paliwa oraz oleju, a także przesuniętym silnikiem (model 1932 często opisywany jest jako uzbrojony w armatę 37 mm w prawej wieży i karabin maszynowy DT w lewej; ogółem armatę posiadała ok. 1/5 czołgów dwuwieżowych).
- T-26 model 1933 – wariant jednowieżowy, uzbrojony w 45 mm armatę czołgową wz. 1932 i 1-3 km DT – najliczniejszy wariant czołgu.
- T-26-4 – wersja jednowieżowa, z 76,2 mm armatą czołgową wz. 1927/32 lub PS-3. Zbudowano tylko 5 (6?) sztuk.
- T-26 model 1938 – nowa wieża z pochyłymi ściankami, wyłącznie spawany kadłub, 45 mm armata czołgowa 20-K wz. 1934(inne języki) i 1-3 km DT.
- T-26 model 1939 (T-26-1) – wieża oraz kadłub z pochyłymi ściankami, spawany kadłub, 45 mm armata czołgowa 20K wz. 1934 i 1-2 km DT.
- ChT-26 (BChM-3) – czołg jednowieżowy z miotaczem ognia, na bazie czołgu dwuwieżowego.
- ChT-130 – czołg z miotaczem ognia zamiast armaty, na bazie modelu 1933.
- ChT-133 – czołg z miotaczem ognia zamiast armaty, na bazie modelu 1939.
- ST-26 – czołg mostowy, 71 szt. (w tym dwa UST-26) zbudowanych w l. 1932-39.
- TU-26 i TT-26 – czołgi odpowiednio zdalnego sterowania i zdalnie sterowane (teletanki), uzbrojone w miotacz ognia, budowane w latach 1936-37 na bazie T-26 mod. 1933 oraz ChT-130, łącznie 65 sztuk TT-26 i 66 TU-26.
- SU-26 – samobieżne działo polowe uzbrojone w armatę kalibru 76 mm, budowane w latach 1941–1942 na podwoziu uszkodzonych czołgów T-26, łącznie 12 egzemplarzy.
- T-26T (początkowo TR-26) – ciągnik artyleryjski, w latach 1933–1936 wyprodukowano 197, w dwóch wersjach: z opancerzonym lub brezentowym dachem ze ścianami nad przedziałem załogi; ponadto na ciągniki przebudowano ok. 20 czołgów T-26[9].